# Танец с мертвецами
«Танец с мертвецами» (груз. ცეკვა მკვდრებით) — пьеса грузинского драматурга Михо Мосулишвили. Автором позиционируется как «комический триллер в двух действиях, шестнадцати картинах».

## Действующие лица
- Дэви, муж, поигрывает гантелями.
- Боа, жена Дэви, постукивает пуантами.
- Тату, щелкает четками.
- Лили, жена Тату, позванивает бусами.
- Хозяин, генерал от некоего силового ведомства, двигается бесшумно.

## Сюжет
На главном Кавказском хребте, вблизи границы расположен отель Dream-Land of Mountains, который приобрели две супружеские пары: Боа и Дэви, Лили и Тату. Их партнер в продажах героина Сико-Торпедо (упоминается в пьесе) принес чемодан с 2 миллионами долларов, но при этом не хватает 500 тысяч долларов (по местным ценам такова стоимость около 1 кг героина).
Боа заставляет мужа взять палку для гольфа и расправиться с другой парой. Тату просит жену, чтобы она поступила точно так же. В итоге убивают Тату и Боа, а пока Лили и Дэви выносят трупы, обуви убитых начинают стучать на лестнице. Лили и Дэви начинают танцевать с трупами.
В отель прибывает Хозяин, который доказывает, что смерть Тату и Боа была насильственной, но Лили и Дэви остаются в живых в обмен на обязательство убить Сико-Торпедо. В это время Боа и Тату уже находятся на небесах, где у них учителем гольфа назначен сам Уильям Шекспир, а сольфеджио их обучает Гвидо д’Ареццо.
Хозяин, который следил за всеми этими событиями, заявляет, что создал более успешную пьесу, чем его друг Уильям Шекспир.

## Постановки
- 2008 — Радиоспектакль на Общественном Радио Грузии (FM 102,4), 84:32, режиссёр Зураб Канделаки

## Либретто
- 2010 — Тбилиси, Издательство Саари, ISBN 978-99940-60-87-0[1]